# Брокен-Гілл (Австралія)
Бро́кен-Гілл (англ. Broken Hill) — місто в Австралійському Союзі, на заході штату Новий Південний Уельс. Населення — 18,4 тисяч мешканців (2011).

## Розташування
Брокен Гілл розташоване недалеко від кордону з провінцією Південна Австралія на перетині Бар'єр роуд (Національний маршрут 32) і Сілвер-Сіті роуд (Національний маршрут 79), у Бар'єр Рейндж. Місто розташоване на висоті 315 метрів над рівнем моря. Найближче велике місто — Аделаїда, столиця Південної Австралії, яка лежить за 511 кілометрів на північний захід від Брокен Гілла.

## Промисловість
Важливий центр гірничої промисловості, що виник у 1883 році і розвинувся на базі одного з найбільших у світі родовищ поліметалевих руд (в південній частині Бар'єрного хребта). У районі Брокен-Гілла зосереджено близько 4/5 запасів і понад 2/3 видобутку свинцево-цинкових руд країни. В околицях Брокен-Гілла розташовані рудники та збагачувальні підприємства. Брокен-Гілл зв'язаний залізницею з портами Порт-Пірі та Сідней.

## Див. також

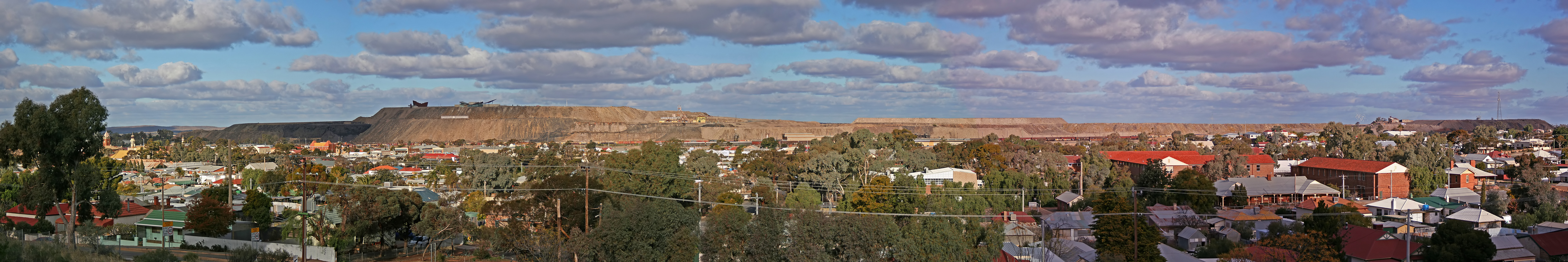
Панорама міста

## Населення
- 1901 — 27,3 тис.
- 1905 — 30 тис.
- 1915 — 35 тис.
- 1950 — 31,3 тис.
- 1958 — 33,7 тис.
- 1970 — 27,7 тис.
- 2006 — 18,8 тис.
- 2011 — 18,4 тис.